# علينا جميعا أن نصبح نسويين
علينا جميعا أن نصبح نسويين هو كتيّب صغير قامت بتأليفه الكاتبة النيجيرية تشيماماندا نغوزي أديشي. نُشر الكتيّب لأول مرة عام 2014 من قبل فورث إستيت، ويتحدث عن مفهوم النسوية الخاص بالقرن الحادي والعشرين.
تم اقتباس الكتيّب من محاضرتها الشهيرة على منصة TEDx سنة 2012 والتي تحمل نفس الاسم، وعُرضت لأول مرة في TEDx Euston في لندن،  حيث تمت مشاهدتها أكثر من خمسة ملايين مرة.

## المحتوى
يتضمن كتيّب «علينا جميعا أن نصبح نسويين» مجموعة من القصص والتحليلات حول ما المعنى من أن تكون نسويًا. وناقشت تشيماماندا أيضاً فكرة أن «النسوية» ليست إهانة، بل تسمية يجب أن يتبناها الجميع.
بينما تدعو الحركة النسوية إلى العدالة والمساواة بين الرجل والمرأة في جميع جوانب الحياة، يعتقد أشد المعارضين لتحرير المرأة أن الحركة النسوية هي حركة اجتماعية تعمل على عكس أدوار الجنسين وجعل الرجال أقل شأناً. يكشف كتاب «علينا جميعا أن نصبح نسويين» بإيجاز الحاجة إلى تحويل المعتقدات الاجتماعية والبنية الجنسية التي تعزز التفاوت بين الرجال والنساء. في الأساس، علينا جميعا أن نصبح نسويين لا يعد فقط كالتزام بتحرير المرأة ولكن أيضًا كوسيلة لتشجيع الرجال على إجراء محادثات مع النساء حول الجنس والمظهر والأدوار والنجاح. إن كونك نسوية يستلزم الدفاع عن حقوق المرأة ومحاولة جعل العالم مكانًا أفضل للنساء. لا تتحدى الحركة النسوية إطلاقا الأدوار البيولوجية لكل جنس فهي تهدف فقط إلى إحداث ثورة في التمييز الجنسي من خلال خلق فرص وحظوظ متساوية للنساء والرجال. تنظر النسوية إلى الناس كبشر وتهدف إلى معالجة الظلم الإجتماعي الذي يُسكت إرادة الناس وقدرتهم على تجاوز التوقعات الاجتماعية. لذلك، فكونك نسوية يعمل على تطبيع نجاح المرأة ويسمح للرجال بالسعي لتحقيق المزيد في الحياة. المشاركة في الحركة النسوية المعاصرة تمهد الطريق لمجتمع مستقبلي مزدهر وشامل. إن تمكين المرأة ليس معادلاً لانتزاع الفرص من الرجال. إن تعليم المجتمع منح الاحترام المتساوي للمرأة يخلق بيئة مناسبة للنجاح. لذلك، فإن تشجيع الناس على أن يصبحوا نسويين يوجه عقولهم بعيدًا عن التركيبات الثقافية والاجتماعية التي تحد من فهمهم للجنس فيما يتعلق بالجنس والأدوار وتسمح للرجال والنساء بأن يصبحوا كما يريدون دون قيود.
كما ينتقد الكتاب الطريقة التي بُنيت بها الذكورة، ويشير إلى ضرورة تغير المجتمع ككل إذا أردنا الوصول إلى المساواة.

## الاقتباسات
تم إدراج مقطع من حديث Adichie في أغنية Beyoncé لعام 2013 " *** Flawless ". لم تصرح أديشي بمشاعرها حول استخدام بيونسيه لخطابها، حتى عام 2016 خلال مقابلة في المجلة الهولندية دي فولكس كرانت، حيث صرحت بأن أغنية بيونسيه تمكنت من الوصول إلى العديد من الأشخاص الذين ربما لم يسمعوا قط كلمة نسوية، وقالت أديشي: «ومع ذلك، فإن نسويتها غير مشابهة لنسويتي، لأنها في نفس الوقت، من النوع الذي يعطي مساحة كبيرة لضرورة الرجال. أعتقد أن الرجال لطفاء، لكنني لا أعتقد أن على المرأة أن تربط كل ما تفعله بالرجال: هل آذاني، هل أسامحه، هل وضع خاتمًا في إصبعي؟ نحن النساء معتادات على ربط كل شيء بالرجال. ضع مجموعة من النساء معًا وستكون المحادثة في نهاية المطاف عن الرجال. في المقابل ضع مجموعة من الرجال معًا لن يتحدثوا مطلاقاً عن النساء، سيتحدثون فقط عن الأشياء الخاصة بهم. نحن النساء يجب أن نقضي حوالي 20 بالمائة من وقتنا متعلقاً بالرجال، لأنه شيء ممتع، ولكن من ناحية أخرى يجب أن نتحدث أيضًا عن الأشياء الخاصة بنا.»  

## استقبال
تلقى الكتاب ملاحظات إيجابية للغاية. قال روبرت هوكسلي في صفيحة ديلي تلغراف: «قد يكون أهم كتاب تقرأه طوال العام».  واختارته صحيفة "الإندبندنت «كتاب العام، لأنه» سيكون الكتاب الذي سأضعه في أيدي الفتيات والفتيان، كمصدر إلهام لعالم مستقبلي من الرجال والنساء السعداء الصادقين مع أنفسهم " ".
في ديسمبر 2015، كشف لوبي المرأة السويدية والناشر ألبرت بونييه أن الكتاب سيتم توزيعه في السويد على الطلاب البالغين سن السادس عشر من عمرهم في المدرسة الثانوية، لكي «يكون نقطة الانطلاق لمناقشة المساواة بين الجنسين والنسوية».   وهذا الجهد يتم دعمه من قبل جمعية الأمم المتحدة للسويد، اتحاد النقابات السويدية، Unizon و Gertrud Åström. حيث إنهم «يأملون أن يقوم المعلمون بدمج كتاب علينا جميعا أن نصبح نسويين في تعليمهم، كما سيتم توزيع إرشادات المناقشة للمساعدة».
في سبتمبر 2016، عرضت المصممة ماريا جرازيا شيوري، المديرة الإبداعية لدار الأزياء ديور، في أول عرض لها قميصًا عليه شعار: «علينا جميعا أن نصبح نسويين». 

## روابط خارجية
- Chimamanda Ngozi Adichie ، «يجب أن نكون جميعًا نسويات» ، TEDxEuston ، أبريل 2013.
- Chimamanda Ngozi Adichie ، «Chimamanda Ngozi Adichie: 'قررت أن أسمي نفسي نسوية سعيدة'» ، الجارديان ، 17 أكتوبر 2014.
- أليكس فرانك، "Chimamanda Ngozi Adichie في خطابها" الخالي من العيوب، Out Today as eBook " ، Vogue ، 29 يوليو 2014.